# Metaloricaria nijsseni
Metaloricaria nijsseni es una especie de peces de la familia Loricariidae en el orden de los Siluriformes.

## Morfología
• Los machos pueden llegar alcanzar los 29,5 cm de longitud total.

## Hábitat
Es un pez de agua dulce y de clima tropical.

## Distribución geográfica
Se encuentran en Sudamérica  cuencas de los ríos  Surinam, Saramacca, Nickerie y Corantijn.